# Aleš Mušič
Aleš Mušič (* 28. Juni 1982 in Ljubljana, SR Slowenien) ist ein slowenischer Eishockeyspieler, der seit 2018 beim HK Olimpija Ljubljana aus der Alps Hockey League unter Vertrag steht.

## Karriere
Aleš Mušič begann seine Karriere als professioneller Eishockeyspieler im Jahr 2000 bei seinem Heimatverein HDD Olimpija Ljubljana, bei dem er bis heute spielt, obwohl er zu Beginn seiner Laufbahn zwischenzeitlich auch für den nicht mehr existenten HK MARC Interieri auf dem Eis stand. Mit Olimpija Ljubljana spielte er neben der Slowenischen Eishockeyliga auch in den letzten fünf Austragungen der kurzlebigen international angelegten Interliga. Seit 2007 läuft er für den Club auch in der Österreichischen Eishockeyliga auf, wo er zu den Stammspielern des Clubs zählt, während er weiterhin am Saisonende mit Olimpija in der slowenischen Meisterschaft spielt. Im Lauf seiner Karriere konnte er mit dem Verein neun slowenische Meistertitel feiern (in den Spielzeiten 2000/01, 2001/02, 2002/03, 2003/04, 2006/07, 2011/12, 2012/13, 2013/14 und 2015/16) und gelangte in der Premierensaison Olimpijas in der österreichischen Liga bis ins Finale, wo das Team jedoch dem EC Red Bull Salzburg unterlag. Zwischen 2015 und 2017 ist Kapitän der Mannschaft in der ÖEHL.
Nach dem Ausstieg seines Stammvereins aus der Erste Bank Eishockey Liga wechselte Mušič im Mai 2017 zu Fehérvár AV19 und erhielt dort einen Einjahresvertrag. Für das ungarische Team erzielte er in 43 Saisonpartien 12 Scorerpunkte. Anschließend kehrte er zu seinem Stammverein zurück, der als HK Olimpija Ljubljana an der Alps Hockey League teilnimmt.

### International
Für Slowenien nahm Mušič im Juniorenbereich an der Europa-Division I der U18-Weltmeisterschaften 1999 und 2000 sowie den U20-Weltmeisterschaften 2001 in der Division II und 2002 in der Division I teil.
Im Seniorenbereich stand er im Aufgebot seines Landes bei den Weltmeisterschaften  der Top-Division 2008, 2013 und 2015 sowie der Division I 2009, 2010, 2012, 2014 und 2016. Zudem vertrat Mušič seine Farben bei den Qualifikationsturnieren für die Olympischen Winterspiele 2010 und 2014 sowie bei den Spielen in Sotschi selbst, bei denen die Slowenen einen überraschenden siebten Rang belegten.

## Erfolge und Auszeichnungen
| - 2001 Slowenischer Meister mit dem HDD Olimpija Ljubljana - 2002 Slowenischer Meister mit dem HDD Olimpija Ljubljana - 2003 Slowenischer Meister mit dem HDD Olimpija Ljubljana - 2004 Slowenischer Meister mit dem HDD Olimpija Ljubljana - 2007 Slowenischer Meister mit dem HDD Olimpija Ljubljana | - 2008 Vizemeister der EBEL mit dem HDD Olimpija Ljubljana - 2012 Slowenischer Meister mit dem HDD Olimpija Ljubljana - 2013 Slowenischer Meister mit dem HDD Olimpija Ljubljana - 2014 Slowenischer Meister mit dem HDD Olimpija Ljubljana - 2016 Slowenischer Meister mit dem HDD Olimpija Ljubljana |

### International
- 2001 Aufstieg in die Division I bei der U20-Junioren-Weltmeisterschaft der Division II
- 2010 Aufstieg in die Top-Division bei der Weltmeisterschaft der Division I, Gruppe B
- 2012 Aufstieg in die Top-Division bei der Weltmeisterschaft der Division I, Gruppe A
- 2014 Aufstieg in die Top-Division bei der Weltmeisterschaft der Division I, Gruppe A
- 2016 Aufstieg in die Top-Division bei der Weltmeisterschaft der Division I, Gruppe A

## Karrierestatistik

### International
(Legende zur Spielerstatistik: Sp oder GP = absolvierte Spiele; T oder G = erzielte Tore; V oder A = erzielte Assists; Pkt oder Pts = erzielte Scorerpunkte; SM oder PIM = erhaltene Strafminuten; +/− = Plus/Minus-Bilanz; PP = erzielte Überzahltore; SH = erzielte Unterzahltore; GW = erzielte Siegtore; 1 Play-downs/Relegation; Kursiv: Statistik nicht vollständig)